# Mike Bakić
Milovan "Mike" Bakić (en serbio cirílico: Милован Мајк Бакић, Belgrado, Yugoslavia; 30 de diciembre de 1952) es un exfutbolista serbio-canadiense.

## Trayectoria
Jugó profesionalmente para Serbian White Eagles, Rochester Lancers, Washington Diplomats y Houston Hurricane. También jugó fútbol sala para los Hartford Hellions y Kansas City Comets.

## Selección nacional
Representó a Canadá en el Campeonato Concacaf de Naciones 1977, anotando dos goles en cuatro partidos. Fue el primer jugador de ascendencia serbia en jugar para ese país.

### Participaciones en Campeonatos Concacaf
| Copa                                          | Sede   | Resultado    | Part. | Goles |
| --------------------------------------------- | ------ | ------------ | ----- | ----- |
| Campeonato de Naciones de la Concacaf de 1977 | México | Cuarto lugar | 4     | 2     |

## Clubes
| Club                 | País           | Año       |
| -------------------- | -------------- | --------- |
| Serbian White Eagles | Canadá         | 1972-1976 |
| Rochester Lancers    | Estados Unidos | 1977      |
| Washington Diplomats | Estados Unidos | 1978-1979 |
| Hartford Hellions    | Estados Unidos | 1979-1980 |
| Houston Hurricane    | Estados Unidos | 1980      |
| Kansas City Comets   | Estados Unidos | 1981-1982 |

## Palmarés

### Títulos nacionales
| Título                 | Equipo               | País   | Año  |
| ---------------------- | -------------------- | ------ | ---- |
| National Soccer League | Serbian White Eagles | Canadá | 1974 |